# Sancho III di Castiglia
Sancho Alfonso, detto anche il Desiderato (el Deseado). Sancho anche in spagnolo, in aragonese, in portoghese e in galiziano, Sanç, in catalano e Antso in basco (Toledo, 1134 – Toledo, 31 agosto 1158), fu re di Castiglia dal 1157 al 1158.

## Origine
Secondo la cronaca di Alberico delle Tre Fontane, Sancho era figlio primogenito del re di León e Castiglia Alfonso VII e come riporta il Roderici Toletani Archiepiscopi De Rebus Hispaniæ, di Berenguela di Barcellona,, che, secondo gli Ex Gestis Comitum Barcinonensium era la figlia primogenita del conte di Barcellona, Gerona, Osona e Carcassonne, Raimondo Berengario III e la sua seconda moglie, la contessa di Provenza e Gévaudan, Dolce I (1090-1129), figlia primogenita del Visconte di Millau, di Gévaudan, e di Carlat, Gilberto I di Gévaudan e della Contessa di Provenza, Gerberga, come viene confermato dalle Note dell'Histoire Générale de Languedoc, Tome II.

Secondo la cronaca di Alberico delle Tre Fontane,
Alfonso era figlio del nobile francese, conte Raimondo di Borgogna e di Urraca, discendente del re di Castiglia e Leon, Ferdinando I, anche gli Anales Toledanos riportano che era figlio di Raimondo di Borgogna e di Urraca (El Rey D. Alfonso, fillo del Conde D. Raymondo è de Doña Urraca).

Il re di León Ferdinando II era suo fratello e il conte di Barcellona Raimondo Berengario IV era il fratello della madre.

## Biografia
Poco dopo la nascita, dato che come primogenito era destinato a essere il futuro re di Castiglia, come riporta il Diccionario biográfico español, Real Academia de la Historia, fu affidato alla tutela di don Gutierre Fernández de Castro, della famiglia Castro, che si occupò della sua educazione e tutela.
Nel 1142, Sancho assieme ai fratelli Ferdinando e Garcia  (filiis meis Santio, Fredinando et Garsias) venne citato nel documento n° X del Cartulario del Monasterio de Eslonza, Parte 1, inerente una donazione dei genitori.
Nel 1143, Sancho (Sancius imperatoris major filius) venne citato nel documento n° 4076 del Recueil des chartes de l'abbaye de Cluny. Tome 5, inerente una donazione dei genitori.
Nel 1146, Sancho assieme ai fratelli Ferdinando e Garcia  (Ego Sancius et ego Fernandus et Garsias filii imperatoris) venne citato nel documento n° XIII del Cartulario del Monasterio de Eslonza, Parte 1, inerente una donazione dei genitori.

Nel 1149 il padre gli concesse il titolo di re di Nájera.
Il 30 gennaio 1151 si sposò a Calahorra, attuale Rioja, con Bianca di Navarra, figlia del re di Navarra García IV Ramírez e di Margherita de l'Aigle, figlia di Gibert de l'Aigle.

Il matrimonio viene confermato dal documento n° 56 del Recueil des chartes de l'abbaye de Silos (Rex Sancius...Regina domna Blanca uxor regis).
Dopo la morte della madre, Berengaria, nel 1149, suo padre Alfonso VII, nel 1152 circa, si sposò in seconde nozze con Richenza di Polonia, che, alla corte di León e Castiglia, venne denominata Riquilda o Rica; come compare citata, assieme al marito Alfonso VII ed ai due figliastri, Sancho e Fernando, in un documento di donazione alla cattedrale di Segovia, datato 28 gennaio 1155 riportato dallo storico di Segovia, tale Diego Colmenares, nel suo Historia de la insigne ciudad de Segovia (Adefonsus imperator Hyspanie una cum uxore mea imperatrice domna Rica et cum filiis meis Sancio et Ferrando Regibus).
Alla morte del padre, nel 1157, come conferma la Cronaca Burgense (Era MCXCV. obiit Alfonsus Imperator), mentre il Chronicon Lusitanum riporta che morì nel mese di settembre (Aera 1195 mense Settembri obiit D. Alfonsus Imperator, filius Comitis D. Raymundi et Reginæ D. Orracæ).), Sancho ricevette il regno di Castiglia, divenendo re di Castiglia e re di Toledo, Sancho III mentre il regno di León toccò in eredità a suo fratello Ferdinando II, come riporta lo storico Rafael Altamira.

Mappa della penisola iberica alla morte di Afonso VII, con la zona occupata dagli Almohadi e i regni di Portogallo (P), León (L), Castiglia (C), Navarra (N) e Aragona (A).

Sancho III passò quasi tutto il tempo del suo breve regno (circa un anno) a combattere contro suo fratello Ferdinando II, che avrebbe voluto impadronirsi della Castiglia e contro i re di Navarra e Aragona che minacciavano le frontiere. I due fratelli si riunirono a Sahagun nel 1158 e risolsero pacificamente le controversie territoriali, accordandosi sui dettagli della spartizione del regno paterno. Restituì la città di Saragozza e le altre piazzeforti occupate nel territorio aragonese a Raimondo Berengario IV, conte di Barcellona e principe d'Aragona, e quest'ultimo in cambio si dichiarò suo vassallo. Infine protesse il regno dall'invasione di Sancho VI di Navarra.
Istituì l'Ordine di Calatrava, con il mandato di difendere la città di frontiera di Calatrava affidandolo all'abate Raimundo de Fitero ed a Diego Velázquez, fondatore dell'Ordine.
Sancho III regnò per circa un anno; la Cronaca Burgense riporta la sua morte nel 1158 (Era MCXCVI obiit Rex Sancius filius Imperatoris), gli Annales Toletani specificano la data della morte al 31 di agosto (Muriò el Rey D. Sancho fillo del Emperador el postrimer dia Dagosto. Era MCXCVI), mentre per gli Annales Compostellani morì il 1 settembre (Era MCXCVI. Sancius filius Aldephonsi Imperatoris, Kalend. Septemb.). 

Nel 1158, alla sua morte prematura, gli succedette il figlioletto di tre anni, Alfonso. Sul giovanissimo re si scatenarono le brame dei monarchi cristiani confinanti con la Castiglia e dei nobili castigliani aspiranti alla carica di tutore. I nobili di Castiglia e molti avventurieri e mercenari si raccolsero attorno alle due grandi famiglie rivali: la famiglia Lara e la famiglia Castro.

## Discendenza
Sancho e Bianca ebbero due figli:
- Alfonso VIII (1155-1214), re di Castiglia[1]
- Garcia, nato prematuro a Soria il 24 giugno 1156 e morto quello stesso giorno. Sepolto nella chiesa di san Pietro di Soria[5].

## Ascendenza
|                                       |                                      |                                     | Genitori                     |  |  | Nonni |  |  | Bisnonni                |  |  | Trisnonni             |  |
|                                       |                                      |                                     |                              |  |  |       |  |  | Guglielmo I di Borgogna |  |  | Rinaldo I di Borgogna |  |
|                                       |                                      |                                     |                              |  |  |       |  |  | Guglielmo I di Borgogna |  |  | Rinaldo I di Borgogna |  |
|                                       |                                      | Alice di Normandia                  |                              |  |  |       |  |  | Guglielmo I di Borgogna |  |  |                       |  |
| Raimondo di Borgogna                  |                                      |                                     |                              |  |  |       |  |  | Guglielmo I di Borgogna |  |  |                       |  |
|                                       |                                      | Stefania di Vienne                  | Bernardo II di Bigorre       |  |  |       |  |  |                         |  |  |                       |  |
|                                       |                                      | Stefania di Vienne                  | Bernardo II di Bigorre       |  |  |       |  |  |                         |  |  |                       |  |
|                                       |                                      | Stefania di Vienne                  | Clémence de Foix             |  |  |       |  |  |                         |  |  |                       |  |
| Alfonso VII di León                   |                                      | Stefania di Vienne                  |                              |  |  |       |  |  |                         |  |  |                       |  |
|                                       |                                      | Alfonso VI di Castiglia             | Ferdinando I di Castiglia    |  |  |       |  |  |                         |  |  |                       |  |
|                                       |                                      | Alfonso VI di Castiglia             | Ferdinando I di Castiglia    |  |  |       |  |  |                         |  |  |                       |  |
|                                       |                                      | Alfonso VI di Castiglia             | Sancha I di León             |  |  |       |  |  |                         |  |  |                       |  |
| Urraca I di León                      |                                      | Alfonso VI di Castiglia             |                              |  |  |       |  |  |                         |  |  |                       |  |
|                                       |                                      | Costanza di Borgogna                | Roberto I, duca di Borgogna  |  |  |       |  |  |                         |  |  |                       |  |
|                                       |                                      | Costanza di Borgogna                | Roberto I, duca di Borgogna  |  |  |       |  |  |                         |  |  |                       |  |
|                                       |                                      | Costanza di Borgogna                | Hélie de Sémur               |  |  |       |  |  |                         |  |  |                       |  |
| Sancho III di Castiglia               |                                      | Costanza di Borgogna                |                              |  |  |       |  |  |                         |  |  |                       |  |
|                                       | Raimondo Berengario II di Barcellona | Raimondo Berengario I di Barcellona |                              |  |  |       |  |  |                         |  |  |                       |  |
|                                       | Raimondo Berengario II di Barcellona | Raimondo Berengario I di Barcellona |                              |  |  |       |  |  |                         |  |  |                       |  |
|                                       | Raimondo Berengario II di Barcellona | Almodis de La Marche                |                              |  |  |       |  |  |                         |  |  |                       |  |
| Raimondo Berengario III di Barcellona | Raimondo Berengario II di Barcellona |                                     |                              |  |  |       |  |  |                         |  |  |                       |  |
|                                       |                                      | Matilde di Altavilla                | Roberto il Guiscardo         |  |  |       |  |  |                         |  |  |                       |  |
|                                       |                                      | Matilde di Altavilla                | Roberto il Guiscardo         |  |  |       |  |  |                         |  |  |                       |  |
|                                       |                                      | Matilde di Altavilla                | Sichelgaita di Salerno       |  |  |       |  |  |                         |  |  |                       |  |
| Berengaria di Barcellona              |                                      | Matilde di Altavilla                |                              |  |  |       |  |  |                         |  |  |                       |  |
|                                       |                                      | Gilberto I di Gévaudan              | Berengario di Millau e Rodez |  |  |       |  |  |                         |  |  |                       |  |
|                                       |                                      | Gilberto I di Gévaudan              | Berengario di Millau e Rodez |  |  |       |  |  |                         |  |  |                       |  |
|                                       |                                      | Gilberto I di Gévaudan              | Adele di Carlat              |  |  |       |  |  |                         |  |  |                       |  |
| Dolce I di Provenza                   |                                      | Gilberto I di Gévaudan              |                              |  |  |       |  |  |                         |  |  |                       |  |
|                                       |                                      | Gerberga di Provenza                | Goffredo I di Provenza       |  |  |       |  |  |                         |  |  |                       |  |
|                                       |                                      | Gerberga di Provenza                | Goffredo I di Provenza       |  |  |       |  |  |                         |  |  |                       |  |
|                                       |                                      | Gerberga di Provenza                | Stefania di Marsiglia        |  |  |       |  |  |                         |  |  |                       |  |
|                                       |                                      | Gerberga di Provenza                |                              |  |  |       |  |  |                         |  |  |                       |  |

### Fonti primarie
- (LA)  Cartulario del Monasterio de Eslonza, Parte I.
- (LA)  Monumenta Germaniae Historica, Scriptores, tomus XXIII.
- (LA)  Recueil des chartes de l'abbaye de Cluny. Tome 5.
- (LA)  Recueil des historiens des Gaules et de la France. Tome 12.
- (LA)  Recueil des chartes de l'abbaye de Silos.
- (LA)  Historia de los reyes de Castilla y de Leon, Volume 1
- (LA)  #ES España sagrada, Volume 14.
- (LA)  #ES España sagrada, Volume 23.
- (LA)  Historia de la insigne ciudad de Segovia, Tome I

### Letteratura storiografica
- Rafael Altamira, "La Spagna (1031-1248)", in «Storia del mondo medievale», vol. V, 1999, pp. 865–896
- Edgar Prestage, "Il Portogallo nel Medioevo", in «Storia del mondo medievale», vol. VII, 1999, pp. 576–610
- (FR)  Histoire générale de Languedoc, Notes, tomus II.
- (ES)  #ES Memorias de las reynas catholicas, vol. 1